# 斯韋特洛戈爾斯克區 (白俄羅斯)
斯韋特洛戈爾斯克區（羅馬化：Svetlogorskiy rayon）是白俄羅斯東南部戈梅利州的一個區，行政中心為斯韋特洛戈爾斯克；面積1,899.91平方公里，2009年人口90,125人，人口密度每平方公里47.49人。